# ソユーズTMA-18M
ソユーズTMA-18Mは国際宇宙ステーションに第45次長期滞在クルーを送り届けるために2015年9月2日にバイコヌール宇宙基地から打ち上げられた有人宇宙船で、1967年の初打ち上げ以来127機目のソユーズ宇宙船である。セルゲイ・ヴォルコフ、アンドレアス・モーゲンセン、アイディン・アイムベトフの3名が搭乗した。
アイディン・アイムベトフは初のカザフ人宇宙飛行士で、初の宇宙飛行であった。また、アンドレアス・モーゲンセンは初のデンマーク人宇宙飛行士であった。
アイムベトフとモーゲンセンはソユーズTMA-16Mに搭乗して2015年9月12日に先に帰還し、ソユーズTMA-18Mの帰還時にはヴォルコフのほか1年間の長期滞在を終えたミハイル・コルニエンコとスコット・ケリーの3名が搭乗して2016年3月2日にカザフスタンに着陸した。

## クルー
| 地位                 | 打ち上げ機メンバー                                             | 着陸機メンバー                                                   |
| -------------------- | -------------------------------------------------------------- | ---------------------------------------------------------------- |
| コマンダー           | セルゲイ・ヴォルコフ, RSA 第45次長期滞在 最後・3回目の宇宙飛行 | セルゲイ・ヴォルコフ, RSA 第45次長期滞在 最後・3回目の宇宙飛行   |
| フライトエンジニア 1 | アンドレアス・モーゲンセン, ESA IrISS 1回目の宇宙飛行          | ミハイル・コルニエンコ, RSA 第46次長期滞在 最後・2回目の宇宙飛行 |
| フライトエンジニア 2 | アイディン・アイムベトフ, KazCosmos なし 1回目の宇宙飛行       | スコット・ケリー, NASA 第46次長期滞在 最後・4回目の宇宙飛行      |

### バックアップクルー
| 地位                 | メンバー                    | メンバー                    |
| -------------------- | --------------------------- | --------------------------- |
| コマンダー           | オレグ・スクリポチカ, RSA   | オレグ・スクリポチカ, RSA   |
| フライトエンジニア 1 | トーマス・ペスケ, ESA       | トーマス・ペスケ, ESA       |
| フライトエンジニア 2 | セルゲイ・プロコピエフ, RSA | セルゲイ・プロコピエフ, RSA |

## 宇宙旅行者の搭乗予定と顛末
当初、宇宙旅行者としてイギリスの歌手サラ・ブライトマンが搭乗することが予定されていた。しかし、彼女は2015年5月13日に家庭の事情で訓練を中断すると発表した。 
バックアップクルーとして日本人起業家の高松聡が訓練を受ける予定だったが、彼も当時携わっていたプロジェクトの関係で訓練入りできなくなり、将来の飛行機会に挑戦することになった。
ロシア人実業家のフィラレット・ガルチェフにも打診があったが、彼も訓練の時間が取れないとして断念した。
結局、ロスコスモスはアイディン・アイムベトフを搭乗させることに決定した。

## 帰還
国際宇宙ステーションに1年間滞在したクルー2名を含む3名を乗せ、2016年3月2日 04:26 UTCに無事帰還した。

## その後
ソユーズTMA-18Mの帰還カプセルは、デンマーク人初の宇宙飛行士であるアンドレアス・モーゲンセンが搭乗したことを記念してヘルシンゲルにあるデンマーク科学技術博物館に展示されている。

## References
1. 1 2 3  TASS (2015年6月22日). “Kazakhstani cosmonaut to fly to ISS in September in place of British singer Brightman”. 2015年6月22日閲覧。
2. 1 2 3  Jeff Foust (2015年6月22日). “Kazakh Cosmonaut To Take Brightman’s Place On Soyuz Flight”. Space News
3. ↑  “Soyuz TMA-18M launches on two day trip to ISS” (2015年9月1日). 2015年9月3日閲覧。
4. ↑  “ru:Планируемые полёты” (ロシア語).   astronaut.ru. 2012年9月4日閲覧。
5. ↑  Andreas Mogensen set for Soyuz mission to Space Station in 2015
6. ↑  ESA. “Andreas Mogensen’s mission name links cosmos and Earth”. 2015年6月22日閲覧。
7. ↑  astronaut.ru (2013年). “Орбитальные полёты”. 2014年10月19日閲覧。
8. ↑  Singer Sarah Brightman calls off flight to space station 13 May 2015
9. ↑  Gebhardt,Chris (2016年3月1日). “Year In Space mission ends with Soyuz TMA-18M return”.   nasaspaceflight.com. 2016年3月6日閲覧。
10. ↑  “Historic space capsule ‘touches down’ in Denmark”. (2018年4月12日) 2018年5月8日閲覧。